# Crestwood (Kentucky)
Crestwood város az USA Kentucky államában, Oldham megyében. Lakosainak száma 6183 fő (2020. április 1.).

## Népesség
A település népességének változása:
| Lakosok száma | 1999 | 4531 | 6183 |
|               | 2000 | 2010 | 2020 |